# Kirsteen McEwan
Kirsteen Fiona McEwan-Miller (* 20. November 1975) ist eine schottische Badmintonspielerin. 

## Karriere
Nach fünf Titeln bei den schottischen Juniorenmeisterschaften gewann Kirsteen McEwan 1997 zwei Disziplinen bei den Mauritius International. 1998 siegte sie bei den US Open und erstmals auch bei den nationalen Titelkämpfen. Bis 2006 gewann sie insgesamt zwölf schottische Meistertitel. International war sie des Weiteren bei den Slovak International, Spanish International, Croatian International, Irish Open, Austrian International und den Scottish Open erfolgreich.

## Sportliche Erfolge
| Saison    | Veranstaltung                       | Disziplin   | Platz | Name                                   |
| --------- | ----------------------------------- | ----------- | ----- | -------------------------------------- |
| 1993      | Schottland: Juniorenmeisterschaften | Dameneinzel | 1     | Kirsteen McEwan                        |
| 1993      | Schottland: Juniorenmeisterschaften | Damendoppel | 1     | Kirsteen McEwan / Pam Whiteford        |
| 1993      | Schottland: Juniorenmeisterschaften | Mixed       | 1     | Donald Grieve / Kirsteen McEwan        |
| 1994      | Schottland: Juniorenmeisterschaften | Mixed       | 1     | Derek Bell / Kirsteen McEwan           |
| 1994      | Schottland: Juniorenmeisterschaften | Dameneinzel | 1     | Kirsteen McEwan                        |
| 1997      | Mauritius International             | Mixed       | 1     | Peter Jeffrey / Kirsteen McEwan        |
| 1997      | Mauritius International             | Damendoppel | 1     | Kirsteen McEwan / Wendy Taylor         |
| 1998      | US Open                             | Damendoppel | 1     | Elinor Middlemiss / Kirsteen McEwan    |
| 1998      | Schottland: Einzelmeisterschaften   | Damendoppel | 1     | Kirsteen McEwan / Sandra Watt          |
| 1998      | Schottland: Einzelmeisterschaften   | Mixed       | 1     | Kenny Middlemiss / Kirsteen McEwan     |
| 1999      | Austrian International              | Mixed       | 1     | Kenny Middlemis / Kirsteen McEwan      |
| 1999      | Austrian International              | Damendoppel | 1     | Kirsteen McEwan / Sandra Watt          |
| 1999      | Schottland: Einzelmeisterschaften   | Damendoppel | 1     | Kirsteen McEwan / Sandra Watt          |
| 1999      | Schottland: Einzelmeisterschaften   | Mixed       | 1     | Kenny Midlemiss / Kirsteen McEwan      |
| 2000      | Irish Open                          | Mixed       | 1     | Russell Hogg / Kirsteen McEwan         |
| 2000      | Schottland: Einzelmeisterschaften   | Damendoppel | 1     | Kirsteen McEwan / Sandra Watt          |
| 2000      | Schottland: Einzelmeisterschaften   | Mixed       | 1     | Kenny Midlemiss / Kirsteen McEwan      |
| 2001      | Schottland: Einzelmeisterschaften   | Mixed       | 1     | Russel Hogg / Kirsteen McEwan          |
| 2001/2002 | EBU Circuit                         | Mixed       | 1     | Kirsten McEwan                         |
| 2002      | Croatian International              | Mixed       | 1     | Russel Hogg / Kirsteen McEwan          |
| 2002      | Spanish International               | Mixed       | 1     | Graeme Smith / Kirsten McEwan          |
| 2002      | Slovak International                | Damendoppel | 1     | Kirsteen McEwan / Yuan Wemyss          |
| 2002      | Scottish Open                       | Damendoppel | 1     | Kirsteen McEwan / Yuan Wemyss          |
| 2003      | Schottland: Einzelmeisterschaften   | Mixed       | 1     | Russell Hogg / Kirsteen McEwan         |
| 2003      | Schottland: Einzelmeisterschaften   | Damendoppel | 1     | Kirsteen McEwan / Elinor Middlemiss    |
| 2004      | Schottland: Einzelmeisterschaften   | Damendoppel | 1     | Kirsteen McEwan / Yuan Wemyss          |
| 2005      | Schottland: Einzelmeisterschaften   | Mixed       | 1     | Andrew Bowman / Kirsteen McEwan-Miller |
| 2006      | Schottland: Einzelmeisterschaften   | Mixed       | 1     | Andrew Bowman / Kirsteen McEwan-Miller |